# Dystrophies musculaires congénitales
Les dystrophies musculaires congénitales regroupent un ensemble de pathologies définies par l’association d’une faiblesse musculaire présente à la naissance ou apparaissant dans les premiers mois de la vie à des signes histologiques précis à la biopsie musculaire. Il existe souvent une hypotonie musculaire, des contractures articulaires, ou une arthrogrypose 
Les anomalies musculaires ne s’aggravent pas au cours de la vie ou alors très lentement.
Parfois il existe des troubles de la déglutition ou des troubles respiratoires.
La plus fréquente des dystrophies musculaires congénitales est la dystrophie musculaire congénitale avec déficit primaire en mérosine, ou DMC 1A. Elle est due à une anomalie du gène LAMA2 codant la mérosine (ou laminine alpha-2). Cette pathologie s'accompagne d'anomalies diffuses de signal de la substance blanche sans anomalie corticale visible après l'âge de quatre mois en IRM
La dystrophie musculaire congénitale est parfois un composant de syndromes impliquant des anomalies du système nerveux.

## La dystrophie musculaire congénitale pure
- Faiblesse musculaire avec hypotonie ou arthrogrypose
- A la biopsie musculaire le tissu musculaire présente un nombre important de tissu conjonctif ou de tissu graisseux mais absence de signe de nécrose ou de réparation musculaire
- Taux normal ou peu élevé de la CK
- Intelligence normale
- Absence d’anomalie du cerveau à l’IRM

## Causes

### Dystrophies musculaires syndromiques
| Nom                                       | Transmission | Gène        | Chromosome     | Protéine                                                | Hypotonie   | Faiblesse musculaire | Contractures | Autres signes                                                          | Age de début           | Marche           | Décès          | OMIM   |
| ----------------------------------------- | ------------ | ----------- | -------------- | ------------------------------------------------------- | ----------- | -------------------- | ------------ | ---------------------------------------------------------------------- | ---------------------- | ---------------- | -------------- | ------ |
| Syndrome de Fukuyama                      | Récessive    | FCMD        | 9q31           | Fukutine                                                | Généralisée | Généralisée          | Oui          | N'existe qu'au Japon Lissencéphalie                                    | Dès la naissance       | Ne marche jamais | Avant 20 ans   | 253800 |
| Syndrome Muscle-Eye-Brain                 | Récessive    | POMGNT1     | 1p34-p33       | O-mannoside beta-1,2-N- acétylglucosaminyltransférase 1 | Généralisée | Généralisée          | Oui au coude | N'existe qu'en Finlande Lissencéphalie Anomalie des yeux Hydrocéphalie | Dès la naissance       | Rarement         |                | 253280 |
| Syndrome de Walker-Warburg                | Récessive    | POMT1 POMT2 | 9q34.1 14q24.3 | O-mannosyl-transférase 1 O-mannosyl-transférase 2       | Généralisée | Généralisée          | Oui au coude | Lissencéphalie Dandy-Walker Hydrocéphalie                              | Dès la naissance       | Jamais           | Dans l'enfance | 236670 |
| Dystrophie musculaire congénitale type 1D | Récessive    | LARGE       | 22q12.3-q13.1  | Glycosyltransferase-like LARGE                          | Inconnue    | Inconnue             | Inconnue     |                                                                        | Dans la première année | Oui vers 4 ans   | Inconnue       | 608840 |

## Sources
1. ↑  « Dystrophie musculaire congénitale avec déficit primaire en mérosine », sur afm-telethon.com, 12 mars 2020 (consulté le 18 janvier 2025)

- (fr) Site en français de renseignement sur les maladies rares et les médicaments orphelins
- (en) Site en anglais Incontournable pour les maladies génétiques
- (en) Site européen sur l’étude des maladies neuromusculaires
- (en) Erynn Gordon, Eric P Hoffman, Elena Pegoraro, Congenital Muscular Dystrophy Overview in GeneTests: Medical Genetics Information Resource (database online). Copyright, University of Washington, Seattle. 1993-2005